# XI Международный кинофестиваль «Зеркало» имени Андрея Тарковского
XI Международный кинофестиваль имени Андрея Тарковского «Зеркало» проходил в Ивановской области с 13 по 18 июня 2017 года.

## Международный конкурс
- A Brief Excursion (Короткая экскурсия), режиссёр Игорь Бежинович (Хорватия)
- BEN NIAO (The foolish Bird), Глупая птица, режиссёр Хуан Цзи, Рюдзи Оцука (Китай)
- Dangsin jasingwa dangsinui geot (Yourself and Yours), Ты сам и твое, режиссёр Хон Сан-су (Южная Корея)
- Helle Nachte, (BRIGHT NIGHTS), Белые ночи, режиссёр Томас Арслан (Германия, Норвегия)
- The Burglar Взломщик, режиссёр Хагар Бен-Ашер (Израиль)
- Sexy Durga, Сексуальная Дурга, режиссёр Санал Кумар Сасидхаран (Индия)
- FELICITE. Фелисите, режиссёр Ален Гомис (Франция, Сенегал)
- Wo bu shi Pan Jinlian, I am not Madame Bovary, Я не мадам Бовари, режиссёр Фэн Сяоган (Китай)
- Tesnota, Теснота, режиссёр Кантемир Балагов (Россия)
- Light Thereafter Хочу быть как ты, режиссёр Константин Божанов (Болгария, Бельгия)

## Зеркало «Артдокфеста»
- Раз, два, три, режиссёр Арман Ерицян (Армения)
- Освобождение: Инструкция по применению, режиссёр Александр Кузнецов (Россия, Франция)
- Кролики в свете фар, режиссёр Алиса Ерохина (Россия)
- Приходи свободным, режиссёр Ксения Охапкина (Эстония)
- В центре циклона, режиссёр Лиза Козлова (Россия)
- Дорога, режиссёр Дмитрий Калашников (Беларусь, Россия, Босния)
- Слишком свободный человек, режиссёр Вера Кричевская (Россия)
- Все дороги ведут в Африн, режиссёр Арина Аджу (Россия)

## Тарковский контекст
- Witman fiuk, The Witman Boys, Мальчики Витман, режиссёр Я. Саас (Польша/Франция/Венгрия)
- Woyzeck, Войцек. режиссёр Я. Саас (Венгрия)
- Sangre, Кровь. режиссёр А. Эскаланте (Мексика/Франция)
- Heli, Эли, режиссёр А. Эскалате (Мексика/Нидерланды/Германия/Франция)
- ONE DAY, ONE STEP, Один день, один шаг, режиссёр Р.Оцука (Китай)
- Мальчик и девочка, режиссёр Юлий Файт (СССР), «Маяка с реки Бикин»
- «Трамвай в другие города», режиссёр Юлий Файт (СССР)
- Поэзия, режиссёр Ли Чхан-дон (Южная Корея)

## «Свои»
- Большой, режиссёр Валерий Тодоровский
- В лучах солнца, режиссёр В.Манский
- Дама Пик, режиссёр Павел Лунгин
- Жги!, режиссёр К.Плетнев
- Заложники, режиссёр Резо Гигинеишвили
- Зоология, режиссёр И.Твердовский
- Нелюбовь, режиссёр Андрей Звягинцев
- Последствия, режиссёр Э.Лестер
- Рай, режиссёр А. Кончаловский
- Рок, режиссёр И.Шахназаров
- Русские евреи, фильм первый, режиссёр С.Нурмамед, Д. Курчатов
- Русские евреи, фильм второй, режиссёр С. Нурмамед
- Ученик, режиссёр К. Серебренников
- Язычники, режиссёр Валерия Суркова

## «Коротко и ясно»
Короткометражное кино
- Piter by (Россия), режиссёр Алексей Соболев
- Z (Россия), режиссёр Василий Сигарев
- Хапни Хайпа, режиссёр Никита Тамаров
- Новогодняя, режиссёр Никита Тамаров
- Крайняя смена, режиссёр Никита Тамаров
- Бар «На грудь» (Россия), режиссёр Ирина Вилкова
- Каждый 88 (Россия), режиссёр Дарья Лебедева

## РетроспективаАндрея Кончаловского
- Первый учитель, 1965
- История Аси Клячиной, которая любила, да не вышла замуж, 1967
- Дворянское гнездо, 1969
- Дядя Ваня, 1970
- Романс о влюбленных, 1974
- Сибириада, 1978
- Ближний круг, 1991
- Курочка Ряба, 1994
- Дом дураков, 2002
- Белые ночи почтальона Тряпицына, 2014

## Анимационное кино
- Детская программа «Яблочки-пятки»,
- «Бельчонок и санки», режиссёр Олеся Щукина, 2016 г.
- «Тучка и кит», режиссёр Алена Томилова, 2016 г.
- «Буль», режиссёр Полина Манохина, Елизавета Манохина, 2016 г.
- «Злой колдун», режиссёр Александра Лукина, 2016 г.
- «Откуда берутся снежинки?», режиссёр Марина Карпова, 2016 г.
- «Посох», режиссёр Алексей Алексеев, 2016 г.
- «Выходной», режиссёр Андрей Бахурин, 2016 г.
- «Яблочки-пятки», режиссёр Мария Соснина, 2016 г.
- «Выходной», режиссёр Анна Лосева, 2016 г.

## Альтернативная прогулка
- «Два трамвая», режиссёр Светлана Андрианова, 2016 г.
- «Джонни-Бони-Бо», режиссёр Елизавета Скворцова, 2016 г.
- «9 способов нарисовать человека», режиссёр Александр Свирский, 2016 г.
- «Альтернативная прогулка», режиссёр  Иван Максимов, 2016 г.
- «Волчья ресница», режиссёр Елизавета Старикова, 2016 г.
- «Смолы лип», режиссёр Ольга Гречанова, 2016 г,

## РетроспективаДмитрия Геллера
- «Привет из Кисловодска», 2001 г.
- «Мужчина встречает женщину», 2014 г.
- «Я видел, как мыши кота хоронили», 2011 г.
- «Маленький пруд у подножия великой стены», 2012 г.
- «Рыбы, пловцы, корабли», 2017 г.